# Uitvoerende macht in België
De uitvoerende macht in België berust op federaal niveau grondwettelijk bij de Koning. In de praktijk is dit de federale regering, bestaande uit ministers die formeel benoemd worden door de Koning. Daarnaast hebben de gewesten en gemeenschappen hun eigen regeringen.
De uitvoerende macht beschikt enkel over de bevoegdheden die ze werd toegewezen door de wetgevende macht; de residuaire bevoegdheid ligt dus bij de wetgevende macht. Toch heeft de uitvoerende macht veel feitelijke macht gekregen en komt het grootst deel van wetsontwerpen vanuit de regering.
Dit artikel geeft een overzicht van de verschillende regeringsorganen in België, en het aantal regeringsmandaten waaruit deze organen zijn samengesteld.

## 6 regeringsorganen
België telt momenteel zes verschillende regeringsorganen, behept met uitvoerende macht.  Dit zijn:
- de Belgische regering of federale regering op federaal vlak (21 mandaten)
- de Vlaamse Regering voor het Vlaams Gewest en de Vlaamse Gemeenschap (10 mandaten)
- de Waalse Gewestregering voor het Waals Gewest (9 mandaten)
- de Brussels Hoofdstedelijke Gewestregering voor het Brussels Hoofdstedelijk Gewest (8 mandaten)
- de Franstalige Gemeenschapsregering voor de Franstalige Gemeenschap (6)
- de Regering van de Duitstalige Gemeenschap voor de Duitstalige Gemeenschap (4)

Verder kunnen ook de Colleges van twee Brusselse organen, de Vlaamse Gemeenschapscommissie en Franse Gemeenschapscommissie, als regeringen worden aangemerkt. Maar de mandaten (3 voor de VGC en 4 voor de COCOF) worden ingevuld door dezelfde personen als die van de Brussels Hoofdstedelijke Gewestregering.

## 58 regeringsmandaten
Samen tellen deze organen 58 uitvoerende mandaten. Hiervan zijn zes mandaten voor regeringshoofden. De overige 52 mandaten zijn ministers of staatssecretarissen. Een aantal van deze mandaten worden uitgeoefend door dezelfde persoon. De ministers van financiën van het Waals gewest en van de Franse gemeenschap zijn bijvoorbeeld gewoonlijk dezelfde persoon.